# Ronald G. Asch
Ronald Gregor Asch (* 13. August 1953 in Hamburg) ist ein deutscher Historiker mit dem Schwerpunkt Frühe Neuzeit. Asch lehrte als Professor für die Geschichte der Frühen Neuzeit von 1996 bis 2003 an der Universität Osnabrück. Von 2003 bis 2021 war er Lehrstuhlinhaber im selben Fach an der Universität Freiburg. Asch gehört zu den besten deutschsprachigen Kennern der Stuarts.

## Leben und Wirken

### Akademische Laufbahn
Der Sohn eines Import- und Exportkaufmanns wurde 1953 in Hamburg geboren. Dort besuchte er den altsprachlichen Zug des Wilhelm-Gymnasiums. Asch studierte von 1973 bis 1978/79 an den Universitäten Kiel, Tübingen und Cambridge. Seine wichtigsten akademischen Lehrer waren in Tübingen Josef Engel und in Cambridge Geoffrey Elton. Im Jahre 1978 legte Asch das Erste Staatsexamen für das Lehramt an Gymnasien in Geschichte und Latein in Tübingen ab. Von 1982 bis 1983 war er als wissenschaftlicher Mitarbeiter in Tübingen tätig. Im Jahre 1982 wurde er dort bei Volker Press promoviert über die Geschichte der Grafen von Fürstenberg und ihrer Territorialverwaltung im 16. und 17. Jahrhundert. Es folgte von 1983 bis 1985 eine Ausbildung zum Archivar des höheren Dienstes am Hauptstaatsarchiv Stuttgart, am Institut für Archivwissenschaften in Marburg und am Bundesarchiv Koblenz. Die Archivarsausbildung schloss Asch 1985 mit der archivarischen Staatsprüfung für den höheren Dienst ab. Anschließend war Asch von 1985 bis 1988 wissenschaftlicher Angestellter am Deutschen Historischen Institut in London.
Von 1988 bis 1993 war er als wissenschaftlicher Assistent am Lehrstuhl für frühneuzeitliche Geschichte bei Heinz Duchhardt an der Universität Münster tätig. Dort lernte er auch seine spätere Frau kennen. In den Jahren 1991/92 erfolgte in Münster seine Habilitation mit der Arbeit Der Hof Karls I. von England. Politik und Patronage 1625–1640. Im Jahr 1993 wurde er zum Hochschuldozenten an der Universität Münster ernannt. Als Nachfolger von Anton Schindling lehrte Asch von 1996 bis 2003 als Professor Geschichte der Frühen Neuzeit in Osnabrück. Seine Antrittsvorlesung hielt er im Sommersemester 1997 über das Thema Kriegsfinanzierung, Staatsbildung und ständische Ordnung in Westeuropa im 17. und 18. Jahrhundert. Im März 2002 war er Gastprofessor an der École des Hautes Études en Sciences Sociales Marseille. Im Sommer 2002 erfolgte der Ruf an die Universität Freiburg. Von April 2003 bis zu seiner Emeritierung im September 2021 war Asch als Nachfolger von Wolfgang Reinhard Inhaber des Lehrstuhls für Geschichte der Frühen Neuzeit in Freiburg. Im Wintersemester 2008/09, im Sommersemester 2009 und erneut im Wintersemester 2010/11 war Asch als Fellow am Freiburg Institute for Advanced Studies beurlaubt. Zu den bedeutendsten akademischen Schülern von Asch gehört Martin Wrede.

### Forschungsschwerpunkte
Seine Forschungsschwerpunkte sind die britische Geschichte des 16. und 17. Jahrhunderts, die Geschichte des Dreißigjährigen Krieges und die Geschichte des europäischen Adels und der höfischen Gesellschaft und Kultur in der Frühen Neuzeit. Asch gilt als führender Experte für die Geschichte der Stuarts. Im Jahr 1993 legte er mit seiner Münsteraner Habilitationsschrift eine Untersuchung über den Königshof Karls I. vor, 2005 folgte ein Biografie über Jakob I. und 2011 veröffentlichte er eine Geschichte der Stuart-Dynastie von den Anfängen der Familie als königliche Truchsessen im Schottland des 11. Jahrhunderts bis ins 20. Jahrhundert. In seiner Habilitationsschrift knüpfte er an die Forschung von Geoffrey Elton, Conrad Russell (1979) und Anthony Fletcher (1981) an, wonach das Zentrum des politischen Geschehens der Hof und nicht das Parlament gewesen sei. Es handelt sich um die erste größere Arbeit zum Hof Karls I. vor Ausbruch des englischen Bürgerkrieges. Asch wertete dafür zahlreiche Archivalien englischer, irischer und schottischer Archive und Bibliotheken aus. Nach seiner These habe der Hof Karls I. bis in die dreißiger Jahre des 17. Jahrhunderts ein hohes Maß an politischer Integrationskraft besessen und sei erst nach Ausbruch des schottischen Konflikts (1637 ff.) in eine Krise geraten. Nach Kaspar von Greyerz legte er damit einen „gewichtigen Beitrag zur englischen und britischen Geschichte der ersten Hälfte des 17. Jahrhunderts vor“.
Mit Dagmar Freist gab er 2005 einen Sammelband mit 15 Beiträgen zum frühmodernen Staat heraus. Die Herausgeber wählten den Titel „Staatsbildung als kultureller Prozess“ und setzten sich das Ziel, „den Prozeß der Staatsbildung nicht allein als einen verfassungsgeschichtlichen und politischen, sondern wesentlich auch als einen kulturellen Vorgang zu begreifen und zu analysieren“. Im Vorfeld des 300. Jubiläums der britisch-hannoverschen Personalunion (1714–1837) veranstaltete die Historische Kommission für Niedersachsen und Bremen in Kooperation mit dem Deutschen Historischen Institut in London im März 2012 in Osnabrück eine Tagung. Bis in die 1990er Jahre wurde die Personalunion vielfach als vernachlässigbare Episode angesehen. Siebzehn Beiträge befassten sich daher mit der von Asch eingangs formulierten Frage, „wie wichtig die Personalunion von 1714 eigentlich war“. Der Tagungsband wurde 2014 von Asch herausgegeben. Er veröffentlichte 2020 eine umfassende Darstellung über das Europa im Zeitalter der „spanischen Friedensordnung“ von 1598 bis 1618.
Für seine Forschungen wurden Asch zahlreiche wissenschaftliche Mitgliedschaften zugesprochen. Asch ist seit Sommer 2006 Mitglied der Heidelberger Akademie der Wissenschaften, 2010 wurde er Mitglied der Academia Europaea. Ferner war er von 2003 bis 2011 Mitglied des Beirates des Deutschen Historischen Instituts London. Asch ist Mitglied in der Kommission für geschichtliche Landeskunde in Baden-Württemberg, der Historischen Kommission für Niedersachsen und Bremen und der Vereinigung für Verfassungsgeschichte.

### Politische Aktivitäten
Asch gehört zu den Euro-Gegnern. Im Juni 2013 wurde er zum Beisitzer im Kreisverband Freiburg der Alternative für Deutschland gewählt. Im Juli 2015 trat Asch wieder aus der Partei aus. Er verfasst regelmäßig Beiträge für das Online-Magazin Tichys Einblick.

## Schriften (Auswahl)
Monografien
- Vor dem großen Krieg. Europa im Zeitalter der spanischen Friedensordnung 1598–1618. wbg Theiss, Darmstadt 2020, ISBN 978-3-534-27222-8.
- Die Stuarts. Geschichte einer Dynastie (= Beck’sche Reihe. Bd. 2710). Beck, München 2011, ISBN 978-3-406-61189-6.
- Europäischer Adel in der Frühen Neuzeit. Eine Einführung (= UTB. Bd. 3086 Geschichte). Böhlau, Köln u. a. 2008, ISBN 978-3-412-20069-5.
- Jakob I. (1566–1625). König von England und Schottland. Herrscher des Friedens im Zeitalter der Religionskriege (= Kohlhammer-Urban-Taschenbücher. Bd. 608). Kohlhammer, Stuttgart 2005, ISBN 3-17-018680-9.
- Nobilities in transition 1550–1700. Courtiers and rebels in Britain and Europe. Arnold, London u. a. 2003, ISBN 0-340-62528-7.
- Der Hof Karls I. von England. Politik, Provinz und Patronage. 1625–1640 (= Norm und Struktur. Bd. 3). Böhlau, Köln u. a. 1993, ISBN 3-412-09393-9 (Zugleich: Münster, Universität, Habilitations-Schrift, 1991).

Herausgeberschaften
- Hannover, Großbritannien und Europa. Erfahrungsraum Personalunion 1714–1837 (= Veröffentlichungen der Historischen Kommission für Niedersachsen und Bremen. Bd. 277). Wallstein-Verlag, Göttingen 2014, ISBN 978-3-8353-1584-6.
- mit Václav Buzek und Volker Trugenberger: Adel in Südwestdeutschland und Böhmen 1450–1850 (= Veröffentlichungen der Kommission für Geschichtliche Landeskunde in Baden-Württemberg. Reihe B: Forschungen. Bd. 191). Kohlhammer, Stuttgart 2013, ISBN 978-3-17-023030-9.
- mit Birgit Emich, Jens Ivo Engels: Integration – Legitimation – Korruption. Politische Patronage in Früher Neuzeit und Moderne. Lang, Frankfurt am Main 2011, ISBN 978-3-631-59997-6.
- mit Dagmar Freist: Staatsbildung als kultureller Prozess. Strukturwandel und Legitimation von Herrschaft in der Frühen Neuzeit. Böhlau, Köln u. a. 2005, ISBN 3-412-11705-6.
- mit Johannes Arndt, Matthias Schnettger: Die frühneuzeitliche Monarchie und ihr Erbe. Festschrift für Heinz Duchhardt zum 60. Geburtstag. Waxmann, Münster u. a. 2003, ISBN 3-8309-1321-4.
- Wulf Eckart Voss und Martin Wrede: Frieden und Krieg in der Frühen Neuzeit. Die europäische Staatenordnung und die außereuropäische Welt (= Der Frieden. Bd. 2). Fink, München 2001, ISBN 3-7705-3540-5.
- Der europäische Adel im Ancien Régime. Von der Krise der ständischen Monarchien bis zur Revolution (ca. 1600–1789). Böhlau, Köln u. a. 2001, ISBN 3-412-14000-7.
- mit Heinz Duchhardt: Der Absolutismus – ein Mythos? Strukturwandel monarchischer Herrschaft in West- und Mitteleuropa (ca. 1550–1700) (= Münstersche historische Forschungen. Bd. 9). Böhlau, Köln u. a. 1996, ISBN 3-412-06096-8.